# Pandemia de COVID-19 en Samoa Americana
Se confirmó  que la pandemia de COVID-19 había llegado a Samoa Americana, territorio no incorporado de los Estados Unidos el día 9 de noviembre de 2020.

## Fondo
En diciembre de 2019 se identificó un nuevo coronavirus que causó una enfermedad respiratoria en la ciudad de Wuhan, provincia de Hubei, China, y se informó a la Organización Mundial de la Salud (OMS) el 31 de diciembre de 2019, que confirmó su preocupación el 12 de enero de 2020. La OMS declaró el brote de una Emergencia de Salud Pública de Importancia Internacional el 30 de enero y una pandemia el 11 de marzo.
La tasa de letalidad de COVID-19  es mucho menor que la del SARS, una enfermedad relacionada que surgió en 2002, pero su transmisión ha sido significativamente mayor, lo que ha provocado un número total de muertes mucho mayor.

## Cronología

### Marzo 2020
El 6 de marzo, el gobierno de Samoa Americana introdujo nuevas restricciones de entrada, como restringir el número de vuelos y exigir a los viajeros de Hawái que pasara 14 días en Hawái y obtuviera una autorización de salud de las autoridades sanitarias.
El 11 de marzo, se creó un grupo de trabajo del gobierno para hacer frente al virus y se han puesto en marcha medidas de cuarentena para los visitantes entrantes.
El 14 de marzo, la mitad de los 210 pasajeros en un vuelo de Hawaiian Airlines que regresaba fueron obligados a auto cuarentena en casa. Después de un viaje al continente de los Estados Unidos, el gobernador Lolo Matalasi Moliga se aisló como medida de precaución el 16 de marzo.
El 26 de marzo, Joseph Pereira, asistente ejecutivo del Gobernador de Samoa Americana y jefe del grupo de trabajo de coronavirus del territorio, reconoció que el territorio no tenía instalaciones para probar muestras del virus COVID-19, teniendo que depender de instalaciones de pruebas en Atlanta, Georgia.

### Abril 2020
El 19 de abril, el presidente de los Estados Unidos, Donald Trump, declaró que existía un desastre importante en Samoa Americana, respondiendo a una solicitud de ayuda del gobernador el 13 de abril. Esta declaración hace que el territorio sea elegible para recibir asistencia federal para combatir la propagación del coronavirus. La Agencia Federal para el Manejo de Emergencias de los Estados Unidos ha nombrado a su administrador regional Robert Fenton Junior como Oficial Coordinador para cualquier operación federal de recuperación en Samoa Americana.

### Noviembre 2020
El 9 de noviembre, se confirmó que tres tripulantes del buque portacontenedores Fesco Askold habían dado positivo al COVID-19 al llegar a las aguas de este territorio, ellos venían desde Apia, Samoa.